# Lolvé Tillmanns
Lolvé Tillmanns, née le 15 octobre 1982 à Morges, est une écrivaine et pédagogue vaudoise.

## Biographie
Lolvé Tillmanns grandit dans le Gros-de-Vaud, fille d'un père alémanique et d'une mère romande. Passionnée de Rimbaud, elle écrit ses premiers textes à l'âge de 11 ans. En 2002, elle s'installe à Genève pour effectuer des études en histoire économique et en sciences de l’environnement. Après 5 ans de travail dans le marketing chez les SIG et chez Rolex, en 2011 Tillmanns choisit de se dédier entièrement à l'écriture. Parallèlement, elle donne des cours de français pour les expatriés à Genève. En 2014, elle passe trois mois en résidence littéraire à Gênes grâce à la bourse artistique de la Ville de Genève, résidence qui aboutit dans la publication de son premier roman 33, Rue des Grottes quelques mois plus tard. Rosa, son deuxième roman, est publié en 2015 par Cousu Mouche et remporte le Prix Eve 2016 de l'Académie Romande. En 2016 parait Les Fils, sont troisième roman et en 2017 elle profite d'une bourse de la ville de Nyon et part à Buenos Aires pour une résidence littéraire de 6 mois. En 2018 Tillmanns publie son quatrième roman, titré Un amour parfait et en 2020 L'altitude des orties et Fit, paru chez BSN Press et traitant du harcèlement et du rapport au corps,,. 
En 2024 elle publie La Fanatique chez Cousu Mouche, une sorte de journal romancé de Magdalena Goebbels. 
Son prochain ouvrage, à paraître en 2026, s'intéresse à la Compagnie genevoise des Colonies suisses de Sétif, active de 1853 à 1956 en Algérie et rachetée par le gouvernement français sur pression des autorités suisses. 